# Clang
Clang est un compilateur pour les langages de programmation C, C++ et Objective-C. Son interface de bas niveau utilise les bibliothèques LLVM pour la compilation.
C'est un logiciel libre issu d'un projet de recherche universitaire et distribué selon les termes de la licence Open Source NCSA/Université de l'Illinois.
Clang est aujourd'hui maintenu par une large communauté, dont de nombreux employés de Apple, Google, ARM ou Mozilla, dans le cadre du projet LLVM.[réf. nécessaire]
Son but est de proposer une alternative à GCC.

## Histoire
En 2005, Apple utilise LLVM dans de nombreux projets commerciaux, dont l'iOS SDK et Xcode 3.1.
L'une de ces utilisations était un compilateur de code OpenGL pour Mac OS X qui convertit les appels aux fonctions OpenGL en instructions GPU pour des processeurs graphiques qui ne possédaient pas toutes les fonctionnalités requises. Cela a permis à Apple de supporter l'API OpenGL complète sur des ordinateurs utilisant des GPU Intel GMA, améliorant les performances sur ces machines.
LLVM devait à l'origine être la base d'une nouvelle version de GCC, car GCC posait des problèmes à la fois aux développeurs de LLVM et à Apple. GCC est un large projet et son développement est complexe : comme un ancien développeur de GCC l'a dit « Essayer de faire danser l'hippopotame n'est pas vraiment très plaisant »

et l'un des participants au Google Summer of Code commenta que « Lire le code de GCC a été un exercice très difficile pour moi. En fait c'est le seul projet pour lequel je sais que cela devient de plus en plus difficile au fil du temps »
.
Apple utilise énormément Objective-C, mais le front-end GCC de ce langage a une faible priorité pour les développeurs[réf. nécessaire]. De plus, GCC s'intègre mal à l'IDE d'Apple.
Enfin, GCC est distribué sous licence GPL version 3, ce qui impose aux développeurs qui distribuent des extensions pour GCC ou des versions modifiées de celui-ci de publier leur code source, alors que LLVM utilise une licence de type BSD ce qui permet l'utilisation de son code dans un programme propriétaire.
Apple a choisi de développer un nouveau compilateur ne supportant que C99, Objective C et C++.
Le projet Clang a été rendu open-source en juillet 2007
.

## Design
Clang est conçu pour fonctionner avec LLVM. L'ensemble des deux fournit une chaîne de compilation permettant de remplacer entièrement GCC. Parce qu'il a été conçu sous forme de bibliothèque, tout comme le reste de LLVM, Clang est facilement utilisable dans d'autres applications comme dans Vim.
L'un des buts principaux de Clang est son meilleur support de la compilation incrémentale, afin de permettre de mieux utiliser le compilateur à travers un IDE. GCC a été conçu pour utiliser un classique schéma de compilation-édition de lien-débogage, et bien qu'il fournisse des outils de compilation incrémentale et de compilation à la volée, les intégrer avec d'autres outils n'est pas toujours facile. Par exemple, GCC a une étape appelée « pliage » qui est la clé du processus de compilation mais qui a pour effet de transformer l'arbre de compilation d'une manière qui ne le fait plus ressembler au code original. Si une erreur est trouvée pendant ou après cette étape, il peut être difficile de retrouver l'endroit dans le code d'où celle-ci provient. De plus, les IDE utilisant GCC comme chaîne de compilation utilisent d'autres outils pour fournir la coloration syntaxique ou l'autocomplétion.
Clang est conçu pour retenir plus d'informations pendant le processus de compilation que GCC et préserver la forme globale du code originel. L'objectif étant de retracer plus facilement l'origine du problème. Les rapports d'erreurs de Clang sont aussi conçus pour être plus détaillés et spécifiques, et pour être plus facilement utilisables dans un IDE. Sa conception modulaire permet d'indexer le code source, de vérifier la syntaxe ainsi que d'autres fonctionnalités associées au développement rapide d'applications. L'arbre syntaxique est aussi plus adapté au réusinage automatique puisqu'il reste sous forme de texte parsable.
Clang est modulaire, basé entièrement sur des bibliothèques remplaçables à l'édition des liens (à l'opposé des modules qui peuvent être combinés à la compilation) et bien documenté. Dans quelques cas, les bibliothèques sont fournies en plusieurs versions qui peuvent être échangées à l'exécution ; par exemple le parseur possède une version qui offre des mesures de performance du processus de compilation.
Clang, comme son nom l'indique, est un compilateur supportant uniquement des langages basés sur le C. Il n'offre aucun support pour les langages autres que C, C++, Objective-C et Objective-C++. Dans beaucoup de cas, Clang peut remplacer GCC, sans impact sur les chaines de constructions des logiciels. En effet, clang supporte la plupart des options de GCC.

## Performances et compatibilité avec GCC
Les développeurs de Clang affirment qu'il utilise moins de mémoire et est plus rapide que les compilateurs concurrents, dont GCC. Comme preuve de cela, ils indiquent que, en octobre 2007, Clang a compilé la bibliothèque Carbon au moins deux fois plus rapidement que GCC, en utilisant environ 6 fois moins de mémoire et d'espace disque.
La compatibilité de Clang avec GCC est très bonne, et la compilation généralement plus rapide. Les performances des programmes compilés avec LLVM/Clang ont un temps été moins bonnes que celles de GCC,, mais à la mi-2012, GCC gagne sur certains benchmarks et Clang sur d'autres.

## Dérivés
Clang (et LLVM) sont sous licence libre non-copyleft, ce qui implique qu'ils peuvent être modifiés avec du code sous licence propriétaire. 
Microsoft utilise ainsi Clang comme base de son compilateur pour DirectX : HLSL. Celui-ci n'était pas libre, jusqu'à son placement sous licence libre début 2017.